# Ukraińska Medyczna Hromada
Ukraińska Medyczna Hromada – organizacja młodzieżowa okresu II RP zrzeszająca ukraińskich studentów Akademii Medycyny Weterynaryjnej we Lwowie.
Została rozwiązana na początku 1924 przez Dyrekcję Policji we Lwowie pod zarzutem udzielania pomocy tajnym uczelniom ukraińskim.